# Стрибун атлантичний
Стрибун атлантичний (Periophthalmus barbarus) — типовий вид стрибунів, родина Оксудеркових (Oxudercidae). Тропічна мангрова риба, що зустрічається як у прісних, так і солонуватих водах. Сягає максимальної довжини 14,7 см.

## Ареал
Поширений вздовж Атлантичного берегу Африки від Сенегалу до Анголи, включаючи узбережжя островів — Біоко, Сан-Томе і Принсіпі. Також у західній частині Тихого океану біля Гуаму.